# بيبا إيدلسون
بيبا إيدلسون ((بالعبرية: בבה אידלסון‏)؛ 14 أكتوبر 1895 – 5 يناير 1975) كانت ناشطة صهيونية وسياسية إسرائيلية.
ولدت إيدلسون (اسم عند الولادة تراختنبرگ) بمدينة إكاترينوسلاف في الإمبراطورية الروسية (الآن دنيبروبتروفسك، أوكرانيا) عام 1895. في عام 1912 تخرجت من المدرسة الثانوية، وتوجهت لدراسة الاقتصاد والعلوم الاجتماعية في الجامعة في أوكرانيا. في عام 1913، هزتها محاكمة بيليس، لتصوب اهتمامها نحو الصهيونية وفي 1915 انضمت إلى «شباب صهيون» (دمجت لاحقاً مع هاشومير هاتسعير). في عام 1917 انضمت إلى الحزب الاشتراكي الصهيوني وتزوجت يسرائيل بار-يهودا، وهو عضو بارز بالحزب. تم نفيهم إلى سيبيريا لنشاطهم الصهيوني. ما بين عامي 1924 و1926 كانت نشطة في الاتحاد العالمي للصهاينة الاشتراكيين في أوروبا، وبحلول عام 1926 هاجروا إلى فلسطين زمن الانتداب.
بعد قيام دولة إسرائيل في 1948 كان إيدلسون عضو في مجلس الدولة المؤقت وترأست لجنة العلم والشعار، التي اختارت شعار إسرائيل.